# Pump (álbum)
| Críticas profissionais | Críticas profissionais |
| Avaliações da crítica  | Avaliações da crítica  |
| Fonte                  | Avaliação              |
| ---------------------- | ---------------------- |
| allmusic               | [ 1 ]                  |
| Rolling Stone          | [ 2 ]                  |
| Robert Christgau       | B+                     |
| Spin                   | Positivo               |

Pump é o décimo álbum de estúdio lançado em Setembro de 1989 pela banda de Hard Rock americana Aerosmith, na gravadora Geffen. O álbum foi remasterizado e reeditado em 2001. É o terceiro trabalho da banda após a reunião da formação clássica, que havia se separado ainda na década de 70.
Até a data, o disco vendeu 7 milhões de cópias nos Estados Unidos. Foi o quarto disco mais vendido de 1990.
Este álbum rendeu à banda o seu primeiro Grammy e está no livro 1001 Albums You Must Hear Before You Die (1001 Discos Para Ouvir Antes de Morrer), do jornalista Robert Dimery.
Janie's Got a Gun foi incluída na trilha sonora internacional da novela "Gente Fina", exibida em 1990 pela TV Globo. Na trama a canção foi tema do personagem "Maurício", interpretado por Guilherme Fontes.

## Faixas
1. "Young Lust" (Perry, Tyler, Jim Vallance) – 4:18
2. "F.I.N.E." (Perry, Tyler) – 4:09
3. "Going Down" – 0:17 / Love in an Elevator (Perry, Tyler) – 5:21
4. "Monkey On My Back" (Perry, Tyler) – 3:57
5. "Water Song" – 0:10 / Janie's Got a Gun (Hamilton, Tyler) – 5:28
6. "Dulcimer Stomp" – 0:49 / The Other Side (Tyler, Vallance) – 4:07
7. "My Girl" (Perry, Tyler) – 3:10
8. "Don't Get Mad, Get Even" (Perry, Tyler) – 4:48
9. "Hoodoo" – 0:55 / Voodoo Medicine Man (Tyler, Whitford) – 3:44
10. "What it Takes" (Desmond Child, Perry, Tyler) – 6:28
11. "Ain't Enough" (Perry, Tyler) – 5:03 - Bonus Track - Versão Japonesa

## Integrantes
- Tom Hamilton - baixo
- Joey Kramer - bateria
- Joe Perry -  guitarra, percussão, vocais, background vocais
- Steven Tyler - gaita, percussão, teclado, vocais, flauta
- Brad Whitford - guitarra, guitarra-base

## Charts
Album - Billboard (EUA)
| Ano  | Chart             | Posição |
| ---- | ----------------- | ------- |
| 1989 | The Billboard 200 | 5       |

Singles - Billboard (EUA)
| Ano  | Single                | Chart                  | Posição |
| ---- | --------------------- | ---------------------- | ------- |
| 1989 | "Love in an Elevator" | Mainstream Rock Tracks | 1       |
| 1989 | "F.I.N.E."            | Mainstream Rock Tracks | 14      |
| 1989 | "Love in an Elevator" | The Billboard Hot 100  | 5       |
| 1989 | "Janie's Got a Gun"   | Mainstream Rock Tracks | 2       |
| 1989 | "Janie's Got a Gun"   | The Billboard Hot 100  | 4       |
| 1990 | "Monkey on My Back"   | Mainstream Rock Tracks | 17      |
| 1990 | "What It Takes"       | Mainstream Rock Tracks | 1       |
| 1990 | "What it Takes"       | The Billboard Hot 100  | 9       |
| 1990 | "The Other Side"      | Mainstream Rock Tracks | 1       |
| 1990 | "The Other Side"      | The Billboard Hot 100  | 22      |

## Certificação
| Organização | Nível      | Data                    |
| ----------- | ---------- | ----------------------- |
| RIAA - EUA  | Ouro       | 29 de Novembro de 1989  |
| RIAA - EUA  | Platina    | 29 de Novembro de 1989  |
| RIAA - EUA  | 2x Platina | 10 de Janeiro de 1990   |
| RIAA - EUA  | 3x Platina | 2 de Maio de 1990       |
| RIAA - EUA  | 4x Platina | 12 de Novembro de 1990  |
| RIAA - EUA  | 5x Platina | 9 de Novembro de 1994   |
| RIAA - EUA  | 7x Platina | 10 de Fevereiro de 1995 |

## Premiações
Grammy Awards
| Ano  | Vencedor            |
| ---- | ------------------- |
| 1990 | "Janie's Got a Gun" |